# 有關Running Man的爭議
《Running Man》由2010年開播以來發生了不少具爭議性的事件，當中涉及到成員更換、成員行為問題、動漫版被指侵犯肖像權等等。其中最具爭議性的事件為節目改版風波，節目因此險遭被結束。

## 《Super 7》演唱會風波
2012年9月21日，《Running Man》成員之一Gary在Twitter宣佈從所有娛樂節目下車。這次風波的導火線源於Gary有份經營的Leessang Company為MBC電視台綜藝節目《無限挑戰》（以下簡稱「無挑」）的成員所舉行的《Super 7》演唱會。在早期MBC罷工（詳見我們結婚了#節目的中斷相應部分）時，《無挑》的成員在無任何拍攝日程的情況下也定期見面，並決定以《Super 7》演唱會答謝一直等候他們回歸的觀眾們。由於演唱會與節目本身無關，只是成員私下的決定，因此《無挑》的工作人員及MBC並沒有參與其中，成員們需自行尋找承辦公司，而該公司是《無挑》其中一位成員吉所屬的Leessang Company。
在公佈演唱會的票價和時間後，很多網民都猛烈抨擊Leessang Company。首先，演唱會在星期六晚上舉行，這正正與《無挑》的放送時間重疊。而且過去的《無挑》演唱會是免費的，然而這次的演唱會並非由《無挑》節目組或MBC舉辦，所以一切的費用要由成員們自行承擔，也就是說他們要以門票收入來抵銷成本，但此舉令很多網民都覺得Leessang Company和《無挑》成員想趁機謀取暴利。
由於反對的聲音太大，Leessang Company最終宣佈取消演唱會。Leessang Company的營運者吉和Gary在向觀眾致歉之餘，亦分別宣佈將退出所有娛樂節目，希望日後能專注於公司的運作，令觀眾以至韓國娛樂圈感到震驚。不少觀眾在網上留言支持二人，亦有藝人公開呼籲吉和Gary收回下車的決定。
對於Gary宣布退出《Running Man》，另一主持人Haha在Twitter表示是「非常痛心的一周」，並表達了大家不在一起便毫無意義的話。兩個節目的製作組都取消了隨後一周的錄影行程，並和其他主持一同與Leessang協調。
《Running Man》製作單位和其他成員們為了挽回Gary的心，將9月24號錄影延後，Leessang所屬公司在9月28日發表正式聲明，宣布吉與Gary重新返回綜藝崗位，分別回歸《無限挑戰》和《Running Man》。公司表示節目製作方與出演藝人們的勸說與粉絲和觀眾的應援，讓二人認識到用下車來表達內疚並不是唯一的途徑。其中《Running Man》在10月1日重新錄影，一切恢復正常，節目也不會有任何成員的變動。

## 置入性行銷
2014年2月20日，韓國廣播通信委員會（以下簡稱「廣通委」）開會討論節目和電視劇置入性行銷、過度裸露和講粗言穢語的問題，當中公開點名指《Running Man》第175集中，過度曝光贊助商韓國即時通訊應用程式「DonTalk」，違反了廣播審議的法規第46條第2項，而遭到廣通委警告。

## 錯置高麗大學校徽
在《Running Man》第187集中，製作組在介紹劉在錫及高麗大學隊和其船隻時，誤將極右派仇恨論壇ilbe二次創作的偽高麗大學校徽當作真正的校徽擺置而引發爭議。事後製作組受訪時解釋指是在製作時過於匆忙所致，為此向高麗大學及觀眾致歉，並承諾即時收回影片並以真正的校徽取代。

## 被指抄襲

### 抄襲日本綜藝節目
在《Running Man》第276集中，Running Man成員進行兩個主要任務，被觀眾發現該遊戲的玩法、外形設計都和日本綜藝節目《VS嵐》十分相似。因抄襲遭到韓國群眾猛烈批評，被指會影響《Running Man》的形象和抹黑韓國節目的聲譽。製作組於12月14日承認抄襲並道歉。

### 抄襲當地漫畫
在《Running Man》第449集中，以「我的特別金錢比賽」為主題展開競賽，成員在9個小時內分別被關在不同貨櫃箱內，他們必須透過金錢購買所需的用品，貨幣價值與現實生活不同，共有1億元任由他們花費，最後再將剩下的錢除以成員人數。任務概念與人氣漫畫《Money Game》幾乎相同，立刻引起漫畫迷反彈。對此，作者裴真秀（Bae Jin-soo）證實，事前沒有收到《Running Man》的授權要求，「這是我花了很多時間創作出的作品，卻被人氣節目無端使用，我很傷心。」控訴《Running Man》沒有得到他的同意。 《Running Man》遭控訴抄襲，29日下午發出官方聲明正式致歉，承認遊戲是參考漫畫《Money Game》編製而成，「事前沒有看Webtoon以及作者裴真秀聯絡，真的很抱歉。」為沒有得到事前同意而致歉。《Money Game》所屬的NAVER網漫正考慮通過法律手段維護著作權，皆因漫畫內容正準備翻拍成電影：「 為保護作者最基本的權利，我們正在商討通過法律解決。」及後節目組於第453集末段，製作組以文字形式為第449集的內容抄襲網路漫畫《金錢遊戲》一事向原作者致歉。

## 節目改版風波

### 成員變更爭議
2016年12月14日，SBS電視台發表聲明，表示金鍾國和宋智孝因為分別專注音樂及演藝事業而退出節目主持，而SBS亦表示會邀請姜鎬童及部份新成員接手，並制作第二季。其後，傳媒揭發金鍾國和宋智孝並不知情下分別在新聞發佈的2天前和當天才知悉有關下車的消息而被迫退出，意味他們的成員資格於當日被取消。因而使得全球粉絲大表不滿，指SBS的決定顯然是侮辱金鍾國和宋智孝，而且對藝人不尊重。
2016年12月15日，製作組表示因為節目重組但未與成員充分溝通而意外地發出報導，向金鍾國、宋智孝、四位成員和前成員及觀眾們道歉，而在官方Instagram中則繼續表示開始制作第二季，但依然未能夠平息粉絲們的不滿，最終姜鎬童亦因此事而拒絶出演。
隨著事件越演越烈，SBS製作組於12月16日邀請與節目所有成員包括被撤銷成員資格的金鍾國及宋智孝，召開緊急會議商討節目的未來動向，最終決定將於2017年2月底進行最後播映，六位成員將會共同參與節目至結束，並開始特別企劃「Member's Week」來結束節目。
2016年12月19日，宋智孝與金鍾國的經紀公司表示，整理了兩位成員的意見後，指二人決定將接下來到明年2月節目結束前的所有演出費全部捐出，表達這段時間對觀眾的感謝及歉意。雖然目前還未確定捐贈的相關計畫，但他們表示希望能將這筆款項用在有意義的地方，將溫暖心意傳達出去。
2017年1月24日，SBS方面發布聲明，表示再和六位成員經過商討後，正式宣佈撤回停播《Running Man》決定，並會繼續製作節目，六位原有班底成員將繼續奔跑，結束這次的改版風波。

### 加入新成員
改版風波發生三個月後，2017年4月3日，SBS電視台發表聲明，表示會邀請女演員全昭旻和男搞笑藝人梁世燦擔任《Running Man》新任主持，但全球粉絲對新成員加入感到褒貶不一。
有支持者表示加入新成員，會有助提升收視率，亦可以和其他成員互動，會令節目有更多創新；但反對者表示這決定會破壞由七位主持負責的傳統體制（所指的"7012"（7位成員永遠在一起）），他們又質疑2016年底《Running Man》改版事件中遭取消成員資格的宋智孝及金鍾國，疑似是為了加入梁世燦與全昭旻鋪路。

## 成員行為問題

### Haha不當動作
2017年5月10日，韓國廣播通信委員會認為《Running Man》第344集涉違反放送審議規則的第27條5號（維持教養），於當日下午在放送會館進行審議。Haha被指在第344集遊戲當中攻擊嘉賓崔民勇的下體，當時崔民勇當時的表情十分痛苦，看到該場的觀眾亦感到十分難為情及尷尬。放送通訊審議委員表示就算因為是綜藝節目，在節目特性上有酌情處理的部分，但亦認為必須要再小心一點，因此對《Running Man》播出的此場面下達了「勸告」的措施。

### 李光洙不當用語
2018年7月5日，韓國廣播通信委員會於首爾木洞舉行會議，對SBS電視台綜藝節目《Running Man》於5月27日放送中出演者李光洙在節目中對另出演者AOA惠晶使用「花蛇」一詞進行會議，並認為其後使用的「閉嘴」及「傻瓜」亦是不適當的詞語，發生此爭議後觀眾將這一爭議內容上傳到青瓦台國民請願網站引起關注，於該日聽證會議後放通委正式警告SBS電視台。放通委在聽證會上說，「即使是娛樂方向也會受到法律制裁，用於踐踏對方尊嚴或可能破壞兩性平等的廣播內容，考慮到在黃金時段的12歲以上家庭節目使用以上等詞並不適當」。

### 李光洙不當行為及節目組對該行為之處理方式
2018年12月13日，韓國廣播通信委員會放送審議小委員會(委員長許美淑)於首爾木洞召開會議，對於SBS電視台綜藝節目《Running Man 2部》播出有將對出演者的性騷擾正當化疑慮的內容，決議通過「法律制裁」並決定「提交到全體會議」。
8月26日播出的《Running Man》，出演者李光洙因為掛在單槓上的另一出演者金鍾國不怕癢，堅持說「很舒服」而感到「很生氣」並脫掉金鍾國的褲子，《Running Man》把金鍾國的內褲用馬賽克處理及加上老虎圖，打上「(光洙)又做了那麼難的事。」「昭旻位置意外的風水寶地」等字幕，當集節目嘉賓盧士燕嘟囔說：「我沒看到！真倒霉。」
放審會指出：「即使是在綜藝節目中進行遊戲時發生的事件，對有性騷擾疑慮的行為不加過濾地播出，電視公司在自身審議中指出了問題點，卻沒有採取編輯等適當措施，相關節目反覆違反審議規定，改善意志低。」說明了決定的理由。

## 不恰當字幕
2019年6月2日播出的《Running Man》中，節目組在成員全昭旻發出「打嗝」聲時，打出了「拍了一次桌子，就聽到了‘嗝’」。這句字幕引發眾多觀眾的強烈不滿，令人联想到朴鍾哲事件，紛紛指責節目的用詞不當，令人根本笑不出來。朴鍾哲是在1987年为民主运动被警察拷问致死的22岁大学生，当时警方声称“只是拍了桌子，他就‘啊’的一声死了”。對此，《Running Man》也迅速表達歉意：「相關用字是為了調侃錄影當下的狀況，完全沒有提到相關事件的意圖，如果令觀眾們感到不舒服，以後會更加注意。」

## 遊戲內容涉及危險動作
2020年11月15日播出的第529期，搶奪食物遊戲中，節目組要求梁世燦、宋智孝、全昭旻、金珉奎、權順榮玩「套橡皮筋」遊戲，他們被捆到臉變形、紅腫、嘴唇外翻、滿臉通紅。全昭旻甚至表示：「感覺我的眼珠都快被擠出來了！」預告中亦播出下期李光洙玩「套橡皮筋」遊戲，臉部扭曲、鼻子被橡皮筋勒扁的畫面

## 動漫版侵犯肖像權
2017年6月25日，SBS動漫組推出了動漫版《Running Man》的預告錄像，但據知情人士透露，《Running Man》團隊和明星嘉賓起初並不知道有動漫版，等預告公開後才得知，藝人們對於以自己為原型創作的漫畫表露出了抗議之態。然而SBS動漫組卻不認為這有任何問題，因為「這是公司層面拍攝的內容，沒有必要和他們協商」。 對於以跑男成員的原型創作的動物形象，該人士解釋：「只是參照了節目原型，談不上肖像權。 」但SBS並沒想到還有一個隱藏的問題，那就是早就離開了《Running Man》的Gary，但動漫中卻出現了按照他創造出的「猴子」，Gary發現問題後向SBS提出了異議。
動漫組向明星嘉賓致歉，沒有事先告訴他們，Gary方面也提出了異議，對此動漫組也致以深深的歉意，雖然他們不知道Gary會因為他們使用了這個形象而感到不開心，但當時他們確實沒有將其作為一個問題來看。此外，據悉動漫組沒有讓《Running Man》中的任何一名成員參加動漫的配音工作。

## 展示中華民國國旗问题
2020年12月6日第532期，大富翁游戏环节中，遊戲地图将北京和台北单独列出，并分别贴上五星红旗和青天白日满地红旗，被大陆网友指“台独”，扬言抵制。多个曾翻译该节目的字幕组将该期节目下架，bilibili也找不到此集节目的完整版，仅剩“删减版”。香港OTT平台myTV SUPER曾播出該期完整版，其後下架，並上架刪去大富翁環節的刪減版，其後J2台更於2021年2月28日起停播《Running Man》配音版，並改播其他tvN綜藝節目取代，其後於8月復播，但9月開始播出的集數已經取消粵語配音。